# Elsholtzia
Elsholtzia és un gènere d'angiospermes, amb 118 espècies, que pertany a la família de les lamiàcies.

## Característiques
L'Elsholtzia ciliata és una fulla comestible que s'utilitza a la gastronomia del Vietnam on es coneix amb el nom de rau kinh giới.

## Espècies seleccionades
| - Elsholtzia alopecuroides - Elsholtzia amurensis - Elsholtzia angustifolia - Elsholtzia aquatica - Elsholtzia argyi - Elsholtzia barbinervia - Elsholtzia beddomei - Elsholtzia blanda - Elsholtzia bodinieri - Elsholtzia calycocarpa - Elsholtzia capituligera - Elsholtzia carsonii - Elsholtzia cavaleriei - Elsholtzia cephalantha - Elsholtzia ciliata - Elsholtzia communis - Elsholtzia concinna - Elsholtzia cristata - Elsholtzia cypriani - Elsholtzia densa - Elsholtzia dependens - Elsholtzia dielsii - Elsholtzia elata - Elsholtzia eriantha - Elsholtzia eriocalyx - Elsholtzia eriostachya - Elsholtzia exigua - Elsholtzia feddei - Elsholtzia flava - Elsholtzia formosana - Elsholtzia fruticosa - Elsholtzia glabra - Elsholtzia griffithii - Elsholtzia haichowensis - Elsholtzia hallasanensis - Elsholtzia heterophylla - Elsholtzia hoffmeisteri - Elsholtzia hunanensis - Elsholtzia ianthina - Elsholtzia incisa - Elsholtzia integrifolia - Elsholtzia interrupta - Elsholtzia japonica - Elsholtzia javanica - Elsholtzia kachinensis - Elsholtzia labordei - Elsholtzia lampradena | - Elsholtzia lavandulaespica - Elsholtzia leptostachya - Elsholtzia loeseneri - Elsholtzia lungtangensis - Elsholtzia luteola - Elsholtzia lychnitis - Elsholtzia macrostemon - Elsholtzia mairei - Elsholtzia major - Elsholtzia manshurica - Elsholtzia minima - Elsholtzia mollissima - Elsholtzia monostachys - Elsholtzia myosurus - Elsholtzia nipponica - Elsholtzia ochroleuca - Elsholtzia ocimoides - Elsholtzia oldhami - Elsholtzia oppositifolia - Elsholtzia paniculata - Elsholtzia patrini - Elsholtzia patrinii - Elsholtzia penduliflora - Elsholtzia pilosa - Elsholtzia polystachya - Elsholtzia pseudo - Elsholtzia pseudo cristata - Elsholtzia pubescens - Elsholtzia pusilla - Elsholtzia pygmaea - Elsholtzia rugulosa - Elsholtzia schimperi - Elsholtzia serotina - Elsholtzia souliei - Elsholtzia splendens - Elsholtzia stachyodes - Elsholtzia stachyoides - Elsholtzia stauntoni - Elsholtzia stauntonii - Elsholtzia stellipila - Elsholtzia strobilifera - Elsholtzia sublanceolata - Elsholtzia thompsoni - Elsholtzia tristis - Elsholtzia villosa - Elsholtzia winitiana |